# Île de Bugerot
L'île de Bugerot est une île fluviale de la Charente, située sur la commune de Saint-Genis-d'Hiersac.
Elle est en partie utilisée pour la culture.